# Walckenaeria mariannae
Walckenaeria mariannae är en spindelart som beskrevs av Robert Bosmans 1993. Walckenaeria mariannae ingår i släktet Walckenaeria och familjen täckvävarspindlar.
Artens utbredningsområde är Algeriet. Inga underarter finns listade i Catalogue of Life.